# Мешап (веб)
Меша́п (інакше «меш-ап», від англ. mash-up — «змішувати») — концепція побудови вебзастосунків шляхом змішування функціональності різних програмних інтерфейсів та джерел даних. З технічної точки зору Mashup — це вебсайт, який об'єднує дані з кількох джерел в одному сайті; наприклад, використовує картографічні дані Google Maps та додає до них дані про нерухомість з Cragislist, у підсумку створюючи новий вебсервіс.
Саме поняття Mashup вперше використовувалося у популярній музиці та означало створення нової пісні за допомогою змішування декількох старих.

## Отримання даних
Дані, які використовуються в Mashup-ах, зазвичай отримуються через відкриті інтерфейси (API). Також можуть бути використані web-feed (наприклад, RSS, Atom). Також використовуються API Amazon, eBay, Flickr, Google, Microsoft, Yahoo та YouTube.

## Архітектура
Архітектура Mashup складається з трьох частин:
1. Провайдера (постачальника) вмісту: це джерело даних;
2. Mashup-сайту: вебпрограма, що виконує всю роботу;
3. Інтерфейс Mashup — власне вебсторінки.

## Приклади Mashup
Основними категоріями є: карти, відео, фото, пошук, шопінг та новини.
Карти:
Chicago Crime
(У Поліцейського департаменту Чикаго є сайт  [Архівовано 12 жовтня 2007 у Wayback Machine.], який інтегрує базу даних департаменту про злочини з Google Maps).
Відео та фото:
Flickr (Це архів зображень. Використовуючи API Flickr, зображення можуть бути використані для створення Mashup).
Пошук та шопінг:
Travature (Це портал про подорожі, який інтегрує пошук авіарейсів, оповідання про подорожі та огляди готелів. Портал дозволяє користувачам обмінюватися фотографіями та розповідями про подорожі).
Новини:
(Прикладом є сайт Digg, який являє собою Mashup різних сайтів новин).

## Mashup— порівняння з порталами
Mashup порівняно з порталами:
|                   | Портал                                                                             | Mashup |
| ----------------- | ---------------------------------------------------------------------------------- | --- |
| Класифікація      | Стара технологія, використовує розширення до вебсерверної технології               | Використовує технологію Веб 2.0                                                                              |
| Філософія/Підхід  | Агрегація фрагментів вебсторінок                                                   | Використовує API тощо для агрегації                                                                          |
| Вхідні типи даних | Агрегує презентаційні фрагменти (HTML, WML, VoiceXML и т.д.)                       | Може обробляти також XML                                                                                     |
| Місце агрегації   | На сервері.                                                                        | Як на сервері, так і на клієнті                                                                              |
| Стиль агрегації   | Стиль «салатного бару» — накопичений вміст виводиться «один за одним» без накладок | Стиль «плавильного котла» — дані можуть бути об'єднані в будь-який спосіб                                    |
| Модель подій      | Модель подій читання та оновлення визначається в API конкретного портлету          | CRUD(Create, read, update and delete)-операції базуються на REST (Representational state transfer) принципах |
| Стандарти         | Поведінка портлетів визначається стандартами JSR 168, JSR 286 та WSRP              | Обмін XML-даними. Часто використовуються RSS та Atom. Стандарти ще не створені.                              |

## Переваги по відношенню до традиційних вебсайтів / порталів
1. Персоналізація
2. Лаконізація інформації

## Редактори Mashup
- Google Mashup Editor
- Microsoft Popfly
- Yahoo pipes